# باريس سيمونز
باريس سيمونز (بالإنجليزية: Paris Simmons)‏ (2 يناير 1990 في المملكة المتحدة - ) هو لاعب كرة قدم بريطاني في مركز الهجوم. لعب مع ديربي كاونتي ونادي بيرتن ألبيون وEastwood Town F.C. ‏ وCarlton Town F.C. ‏ وHucknall Town F.C. ‏ ولينكولن سيتي أف سي وNew Orleans Jesters ‏.

## وصلات خارجية
- باريس سيمونز على موقع قاعدة بيانات كرة القدم.إي يو (الإنجليزية)
- باريس سيمونز على موقع Soccerbase.com (لاعب) (الإنجليزية)
- باريس سيمونز على موقع عالم كرة القدم.نت (الإنجليزية)